# Santa Anna
Santa Anna is een plaats (town) in de Amerikaanse staat Texas, en valt bestuurlijk gezien onder Coleman County.

## Demografie
Bij de volkstelling in 2000 werd het aantal inwoners vastgesteld op 1081.
In 2006 is het aantal inwoners door het United States Census Bureau geschat op 1039, een daling van 42 (-3,9%).

## Geografie
Volgens het United States Census Bureau beslaat de plaats een oppervlakte van
5,0 km², geheel bestaande uit land. Santa Anna ligt op ongeveer 471 m boven zeeniveau.

## Plaatsen in de nabije omgeving
De onderstaande figuur toont nabijgelegen plaatsen in een straal van 36 km rond Santa Anna.